# Битоля (средновековен град)
Битоля (на македонска литературна норма: Битола) е средновековен град в Пелагония, засвидетелстван в историческите източници, чието местоположение е неустановено. Видният археолог Иван Микулчич го локализира в акропола на античния град Хераклея Линкестис.

## История
В писмените документи се казва, че в края на X век българският цар Самуил завладява Битоля от Византийската империя, а синът му цар Гаврил Радомир край Битоля изгражда дворец, изгорен от император Василий II Българоубиец в 1014 година. От 1016/1017 година е Битолският надпис на българския цар Иван Владислав, който обновява крепостта. В 1018 година градът се предава на император Василий II и останал във византийски ръце следващите три века с малки прекъсвания. В XI и XII век в Битоля (наричана Пелагония, Хераклея Мизийска, Бутела) много пъти престояват лично византийските владетели, като тук подготвят военните си походи. В писмото на Мануил I Комнин до опата Вибалд от 1153 година е сигнирано „a castro Pelagoniae“. В 1082 година за кратко го владеят норманите на Боемунд I Антиохийски, около 1200 година Добромир Хриз и Мануил Камица, в 1230 година епирският деспот Теодор Комнин, а след това цар Иван Асен II, в 1246 г. отново епирците, в 1252/1253 година Никейската империя, в 1257/1258 г. епирският деспот Михаил II Комнин, а от следната година градът е в ръцете на Никейската империя и наследилата я Византия. От 1330 година е в ръцете на Сърбия, а в 1385 година пада под османска власт.
През цялото Средновековие Битоля има голямо военно-стратегическо значение, което доминира над цивилната функция на града като стопанско и културно средище на региона. При османското завоевание градът е цялостно разрушен и на терена няма надземни средновековни остатъци. Турският град (касаба) Манастир е неукрепен и според преброяването от 1467/1468 година има само 463 къщи. Развива се по-късно като голям град (шехер) далече от старата крепост, в центъра на днешния град и северно от Драгор.

## Локализиране
Според Иван Микулчич средновековният град Битоля трябва да се търси в акропола на антична Хераклея, на 80 - 100 m северно от разкопания епископски комплекс на града. В подкрепа на това Микулчич превежда Битолския надпис на Иван Владислав, в който се казва „обнови сѧ съ градь“, тоест царят е използвал вече съществуващи зидове, които само е обновил, а освен силната крепост на Хераклея в района няма други големи крепости.
Алтернативно гледище търси локацията на средновековна Битоля в Кале, северозападно от града, но там няма крепостни стени и няма вода, което прави възможността там да е бил средновековният град малка.

## Останки
След аваро-славянските нападения над Хераклея Линкестис, датирани според монети в 586 година, от античния град остават единствено само няколко големи сгради - епископският комплекс с 2 базилики и епископският дворец. Върху тях вероятно е построен през Средновековието манастирски комплекс, по който новото селище добива славянското име Битоля, от обителъ. На гръцки тя носи името Пелагония (Πελαγονία).
Разкопките в 1961 – 1974 година разкриват следи от примитивни славянски жилища, датирани огнищна керамика, бронзов накит, железни инструменти и византийски монети в X – XIII век. На 250 – 300 метра източно, около базилика Д, в 1980 – 1986 година са открити гробища от периода, датирани с накит и византийски монети в X – XIII век. Източно от некропола има жилищни слоеве от късното Средновековие.
На върха на ридчето има останки от крепостна стена с няколко кули, сравнително добре запазени на терена. От южната страна на върха, в съвременните лозя има следи от две крепостни стени, едната от които може би е късноантична, а другата средновековна. Тези стени обхващат пространство от 0,8 или 1,5 ha, сравнително голямо за периода.